# Alexa Nikolas
Alexa Helen Nikolas (Chicago, Illinois, 4 april 1992) is een Amerikaans actrice van Griekse afkomst.
Zij werd bekend door haar rol als Nicole Bristow in de Nickelodeon-serie Zoey 101 met de hoofdrolspelers Jamie Lynn Spears, Kristin Herrera (seizoen 1) en Victoria Justice (seizoen 2). Ze verscheen ook in Vanessa Anne Hudgens' videoclip Come back to me en kreeg een gastrol in The Suite Life of Zack and Cody.
Nikolas trouwde op 22 februari 2012 met de Canadese muzikant Mike Milosh. In 2016 scheidden Nikolas en Milosh. 

## Filmografie
- The Walking Dead (2010-2013) - Haley (2013) 3 afleveringen
- Children of the Corn - Ruth (2009)
- Heroes (tv)- jonge Angela Shaw (2009) 1 aflevering
- The Suite Life of Zack and Cody (tv)- Tiffany (2007)
- Cold Case (tv)- Madison Reed (2007)
- Zoey 101 (tv) - Nicole Bristow (2005-2006)
- Zoey 101: Spring Break-Up (tv) - Nicole Bristow (2006)
- ER (tv) - Megan Nesbitt (2005)
- Revelations (tv) - Lucinda 'Lucy' Massey (2005)
- Judging Amy (tv) - Shelly Cecil (2005)
- Without a Trace (tv) - Emily Levine (2004)
- Motocross Kids - Katie (2004)
- Tiptoes - Susan Barry (2003)
- Hidden Hills (tv) - Emily Barber (2002)
- Ted Bundy - "I'm Ted" Kid (2002)
- Even Stevens (tv) - Young Ren (2002)
- That's Life (tv) - Lydia Age 7 (2000 - 2002)
- The King of Queens (tv) - Young Carrie (2001)
- Zoolander (tv) - Story Hour Girl (2001)
- Charmed (tv) - Little Girl (2001)
- The Love Boat: The Next Wave (tv) - Little Girl #1 (1999)

- Biblioteca Nacional de España: XX5593189
- Virtual International Authority File: 25146285468015372104
- WorldCat: E39PBJycTDVtcTQD96MxPP8Qv3